# Erker der Aachener Stadtmauer

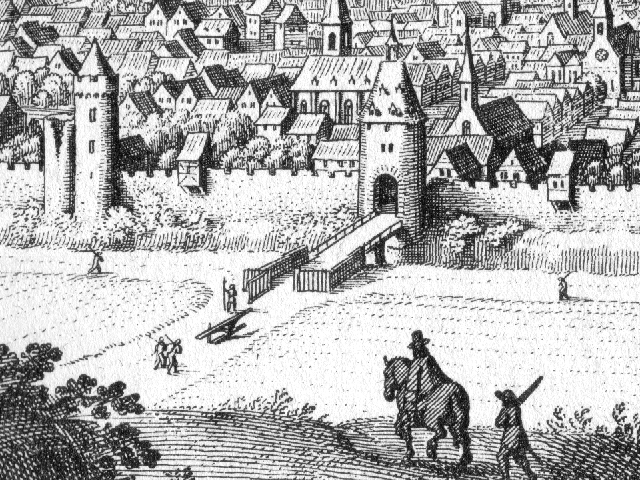
Merian 1647 (Ausschnitt): Erker der Stadtmauer am Marschiertor

Die Erker der Aachener Stadtmauer (in Aachen Arkire genannt) dienten in der Aachener Stadtmauer zur zusätzlichen Verteidigung von Mauerabschnitten zwischen den Toren und Türmen.

## Aufbau
Die an der Aachener Stadtmauer angebrachten Wehrerker waren in der Regel geschlossene, mit Schindeln gedeckte Holzkästen mit einer Länge von 2 bis 5 m und einer Breite von etwa 1,5 m. Sie ruhten auf Holzbalken oder Steinen, die auf der Außenseite der Stadtmauer vorkragten. Der Zugang zu den Erkern erfolgte durch eine Öffnung in der Stadtmauer.
In der Längswand und den Stirnwänden befanden sich Schießscharten. Von hier aus konnte man auch die unmittelbar bis zur Mauer vorgedrungenen Angreifer beschießen, was von der Krone der Stadtmauer aus nicht möglich war. Durch Öffnungen im Boden der Erker konnten die Angreifer zusätzlich mit Gesteinsbrocken beworfen werden.

## Lage
Der einzige mit Namen überlieferte Erker der Aachener Stadtmauer ist die Wandlaus zwischen dem Pfaffenturm und dem Königstor. Wie die Wandlaus gab es weitere Erker, die mit einem der Wachthäuser der Aachener Stadtmauer verbunden und von diesem aus über einen kurzen, durch die Mauer führenden Gang erreichbar waren. Solche Erker befanden sich noch an den Wachthäusern Posthäuschen, Schaafjanshäuschen, Krahborn und auf dem Adalbertsstift, also den Wachthäusern, die nicht direkt an einem Tor lagen.
Daneben gab es freie Erker, die nur von der Mauer aus zu begehen waren. Solche freien Erker sind Teils urkundlich erwähnt, teils durch Durchgänge in den zur Zeit der historischen Erforschung der Stadtbefestigung noch stehenden Resten der Stadtmauer nachgewiesen. Im Einzelnen befanden sich diese Erker zwischen dem Marienturm und dem Bergtor, zwischen dem Kölntor und dem Wasserturm, zwischen dem Wirichsbongardstor und dem Krichelenturm, zwischen dem Krichelenturm und dem Marschiertor, zwischen dem Marschiertor und dem kleinen Pounellenturm, zwischen dem Jakobstor und dem Eyerkeilturm, zwischen dem Eyerkeilturm und dem Junkerstor, unmittelbar südlich des Pfaffenturms über dem Einlauf des Johannisbachs in die Stadt und zwischen dem Gregoriusturm und dem Bongartsturm.
Weitere Wehrerker befanden sich an den Toren und Türmen der Aachener Stadtmauer, sie sind bei der Beschreibung der entsprechenden Bauwerke erwähnt.
Keiner der Erker der Aachener Stadtmauer ist heute mehr erhalten, sie verschwanden bei der Schleifung der Stadtbefestigung, die während der französischen Besetzung Aachens im ersten Viertel des 19. Jahrhunderts begonnen und im weiteren Verlauf des 19. Jahrhunderts, insbesondere bei der Anlage der Eisenbahntrassen und den verschiedenen Stadterweiterungen, fortgesetzt wurde.